# 麦夸里岛
麥覺理島（英語：Macquarie Island）是澳洲的一個島，位於太平洋西南邊陲，距塔斯曼尼亞州東南部1,500公里，相當於從澳洲到南極洲的一半路程。行政上，該島自1900年起成為澳洲塔斯曼尼亞州的一部分，1978年成為塔斯曼尼亞州保護區。1997年獲聯合國教科文組織評定為世界自然遺產，是最南的世界遺產。該島曾隸屬埃斯佩朗斯（Esperance）自治市，及至1993年，該市與其他自治市合併，成立侯恩谷（Huon Valley）。澳洲南極大陸處（Australian Antarctic Division，AAD）在島上建立了永久基地。基地居民為數不多，每年有40人。

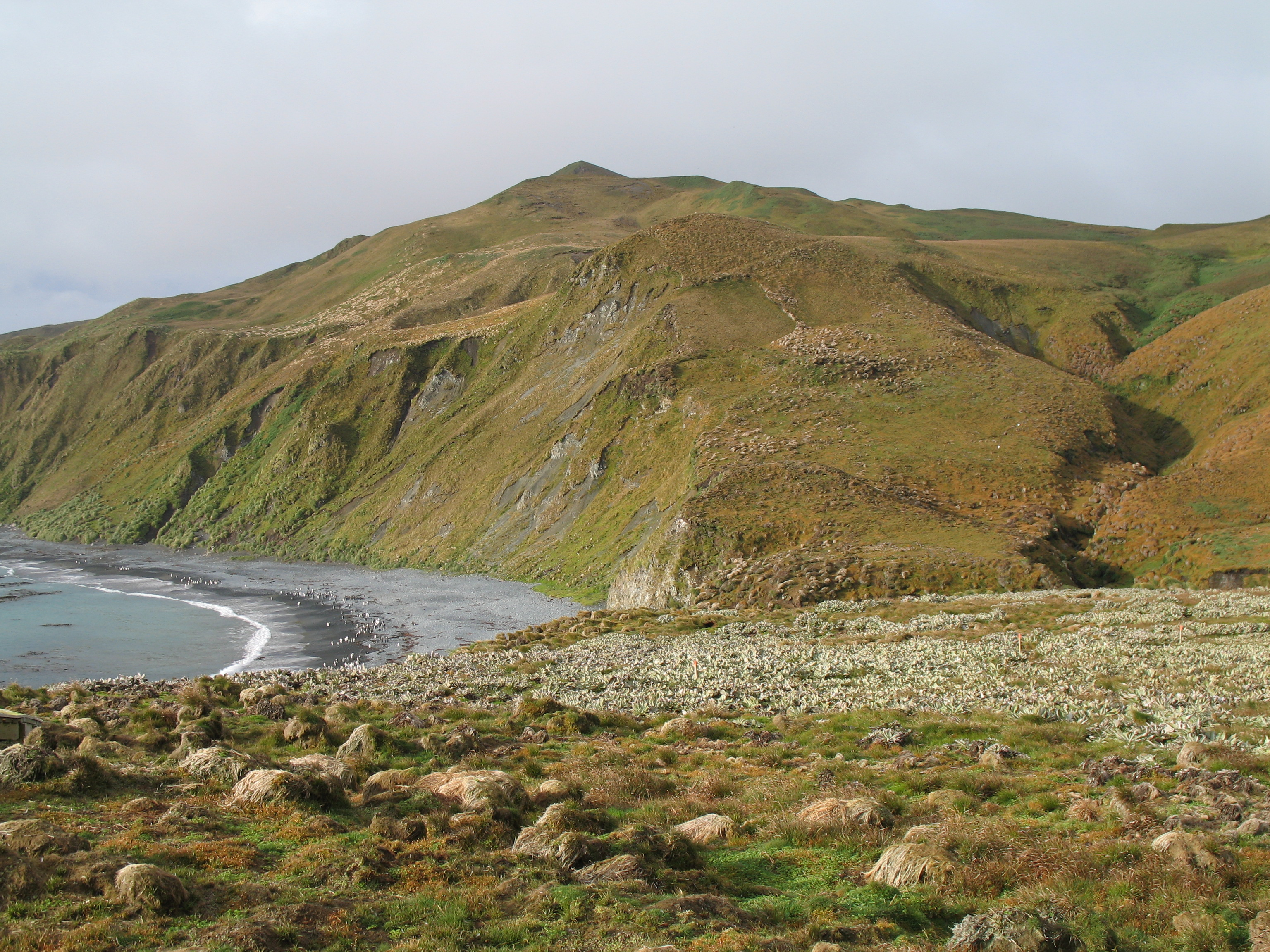
麦夸里岛一處陡岸

## 地理

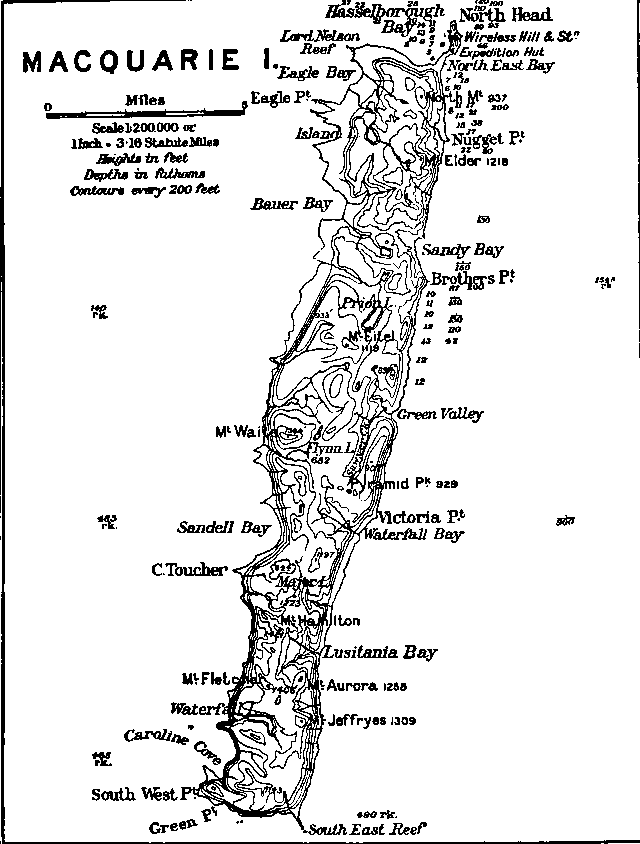
麥覺理島的等高線圖

麥覺理島長約34公里，闊5公里，面積127.85平方公里，位處南北走向的麥覺理洋脊（Macquarie Ridge）上。另外，麥覺理島有兩個小島群：賈奇與克拉克礁位於54°21′S 159°01′E / 54.350°S 159.017°E，北距主島14公里，面積0.2平方公里；畢曉普與克拉克礁位於55°03′S 158°46′E / 55.050°S 158.767°E，南距34公里，面積0.6平方公里。
島上由絕無僅有，於海洋地殼上的蛇綠岩套組成。
畢曉普與克拉克礁標誌着澳洲的最南端（包括島嶼，但不計有爭議的南極領地）。
19世紀，翡翠島（Emerald Island）被人們假定在麥覺理島南面。

## 動植物

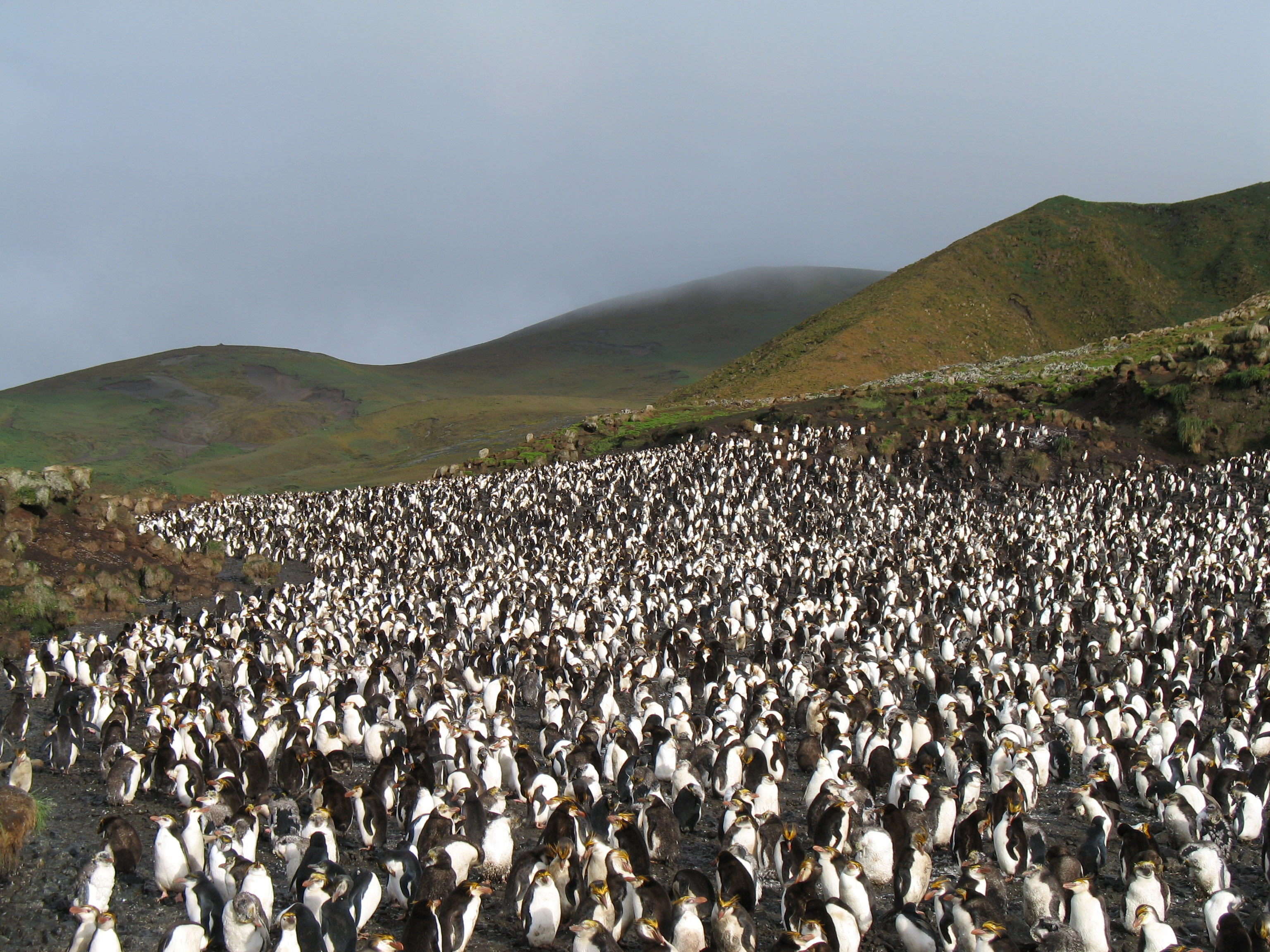
麥覺理島上的皇家企鵝群棲地

麥覺理島上的動物群有幅北毛皮海獅、南極毛皮海獅、新澳毛皮海獅及南象海豹，數目合共超過8萬。皇家企鵝（Royal Penguin）只在此島繁殖，國王企鵝、南方冠企鵝（Southern Rockhopper Penguin）及巴布亞企鵝亦然。約10萬隻兔子亦見於此島。據報，引種野貓已在2002年全盤滅絕。
麥覺理島大部分峭壁正面臨侵蝕作用來襲。2006年9月，該島東面的路西塔尼亞灣（Lusitania Bay）發生大山崩，破壞了部分重要的企鵝繁殖群落。塔斯曼尼亞公園及野生動物服務處（Tasmania Parks and Wildlife Service）認為，山崩是由春季大雨和兔類的劇烈侵蝕所致，而兔類並非島上的原生動物。 當局遂向聯邦及塔斯曼尼亞州政府申請撥款，執行2007年6月通過的滅兔計劃。

## 外部連結

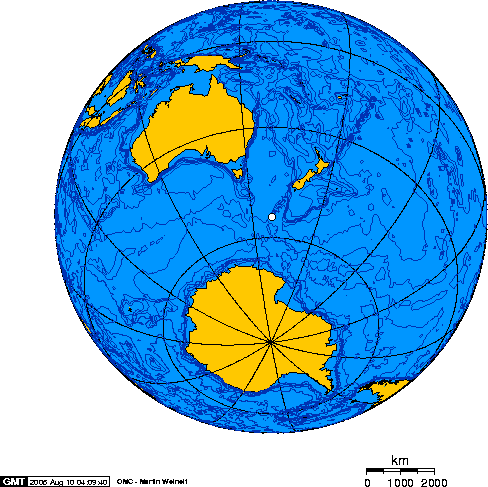
正投影圖

- Macquarie Island Station（页面存档备份，存于） (Australian Antarctic Division)
- Macquarie Island Station webcam （页面存档备份，存于）
- A picture of Macquarie Island
- A picture of Macquarie Island
- Macquarie Island oceanic crust
- 麥覺理島相片 (historical heritage - Remnants of seal hunting) （页面存档备份，存于）